# Cyphoidris
Cyphoidris is een geslacht van mieren uit de onderfamilie van de Myrmicinae (Knoopmieren).

## Soorten
- C. exalta Bolton, 1981
- C. parissa Bolton, 1981
- C. spinosa Weber, 1952
- C. werneri Bolton, 1981